# Kayuaro Ambai
Kayuaro Ambai is een bestuurslaag in het regentschap Kerinci van de provincie Jambi, Indonesië. Kayuaro Ambai telt 543 inwoners (volkstelling 2010).